# Münschecker
Münschecker (en luxembourgeois : Mënjecker ) est une section de la commune luxembourgeoise de Manternach située dans le canton de Grevenmacher.